# 모하메드 마르훈
모하메드 자심 모하메드 알리 압둘라 마르훈(아랍어: مُحَمَّد جَاسِم مُحَمَّد عَلِيّ عَبْد الله مَرْهُون, Mohamed Jasim Mohamed Ali Abdulla Marhoon, 1998년 2월 12일 ~ )은 바레인의 축구 선수로, 포지션은 미드필더이다. 현재 알무하라크 소속이다.